# 三島一声
三島 一声（みしま いっせい、1889年（明治22年） - 1974年（昭和49年）7月19日）は、京都府与謝郡伊根町出身、戦前に活躍した民謡歌手。三嶋 一聲とも表記される。本名は三野哲太郎（みのてつたろう）。
伊根町本庄浜の浦嶋神社（宇良神社）境内には「三嶋一聲之碑」がある。義弟（妹の夫）は男性史上世界最高齢記録保持者の木村次郎右衛門である。

## 経歴

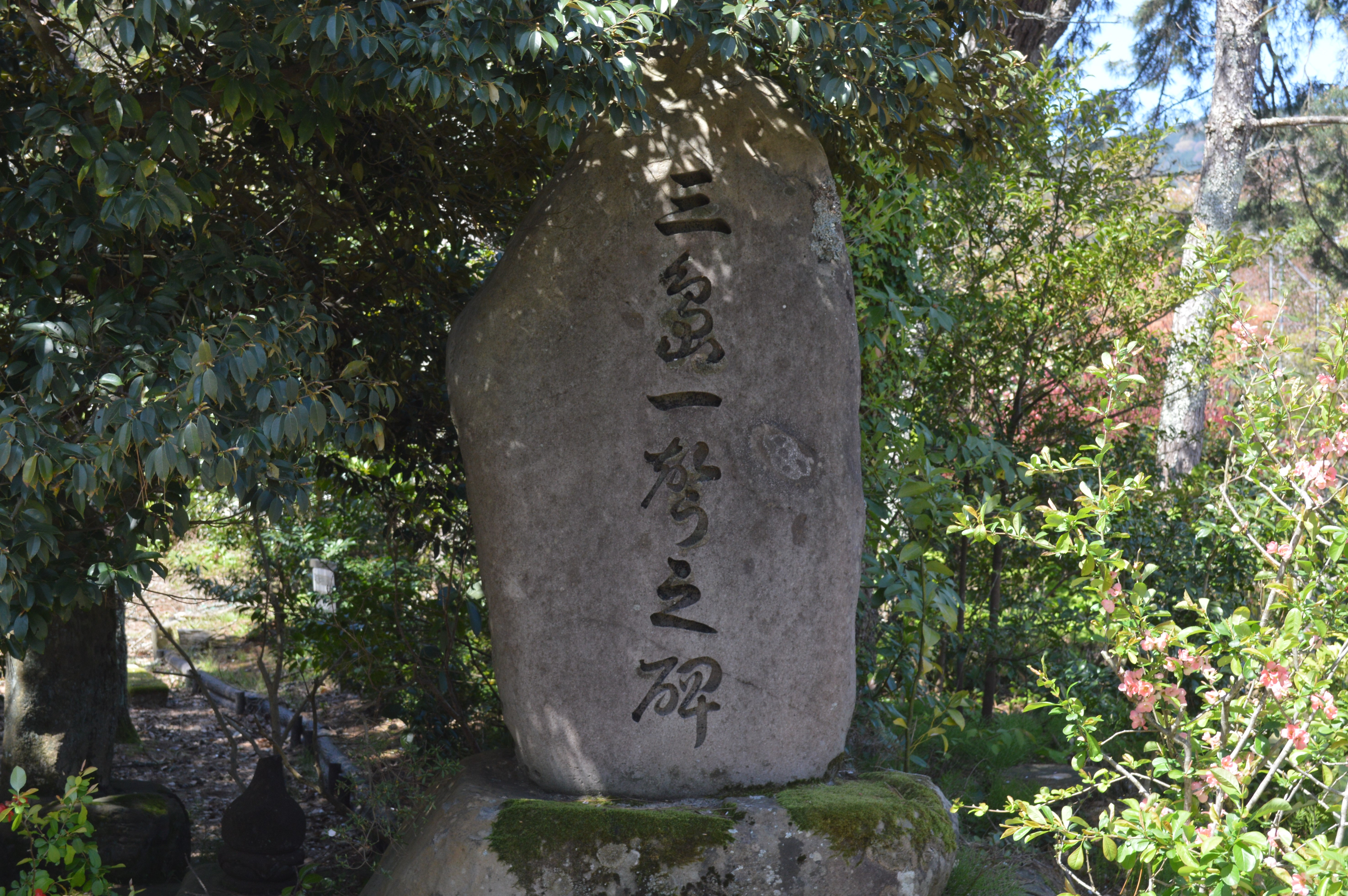
浦嶋神社境内にある「三嶋一聲之碑」

### 青年時代
1889年（明治22年）、京都府与謝郡伊根町字本庄浜の三野家に長男として生まれた。京都府立宮津中学校中退後、絵画を学ぶために上京した。絵画の勉強でフランスなどに赴き、中国では特務機関員としても働いた。1929年（昭和4年）に日本に帰国し、1930年（昭和5年）に東京の料亭の経営者となった。

### 歌手として
帰国慰労歓迎会で歌を歌った際、隣の部屋に山田耕筰がいたことが歌手になったきっかけである。日本コロムビアに入社して歌手となると、1932年（昭和7年）には日本ビクターに入社し、1933年（昭和8年）に小唄勝太郎と吹き込んだ「東京音頭」が爆発的なヒットを記録した。1934年（昭和9年）には「さくら音頭」もヒットした。

### 引退後
1938年（昭和13年）に歌謡界を引退したが、太平洋戦争中には中国各地で歌う従軍歌謡慰問団としても活動した。1958年（昭和33年）には故郷の伊根町本庄浜に帰り、1974年（昭和49年）7月19日に老衰で死去した。享年85。